# 부에노스아이레스 조약

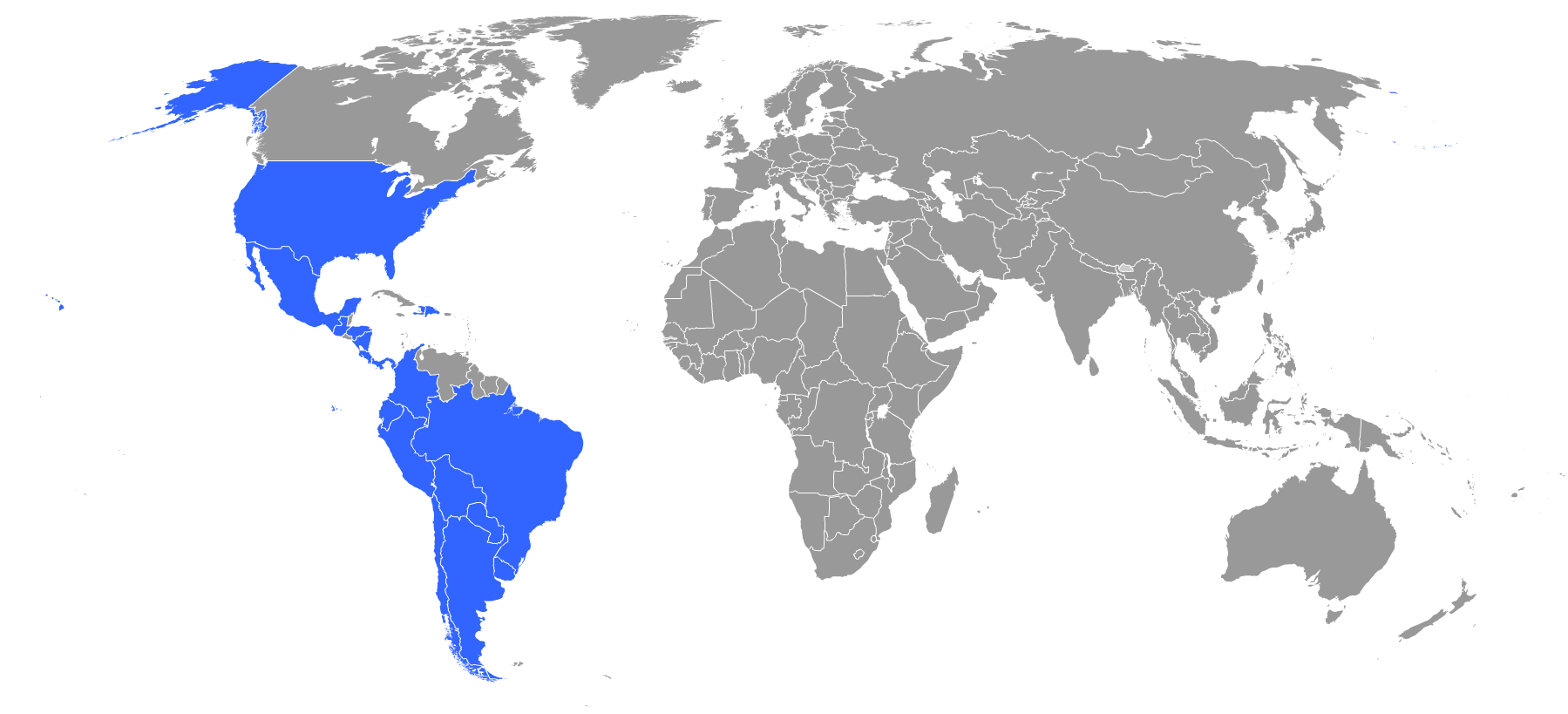
조인국

부에노스아이레스 조약(Buenos Aires Convention)은 1910년 8월 11일 아르헨티나 부에노스아이레스에서 조인된 저작권 조약으로, 작품에 권리 보유 문구를 포함하는 저작권의 상호 인식을 제공한다. 이는 저작권 고지 옆에 모든 권리 보유(All rights reserved)라는 문구를 추가함으로써 완료되는 것이 보통이다.
| 국가 | 국가            | 부에노스아이레스 조약 | UCC              | 베른             |
| ---- | --------------- | --------------------- | ---------------- | ---------------- |
|      | 아르헨티나      | 1950년 4월 19일       | 1958년 2월 13일  | 1967년 6월 10일  |
|      | 볼리비아        | 1914년 5월 15일       | 1990년 3월 22일  | 1993년 11월 4일  |
|      | 브라질          | 1915년 8월 31일       | 1960년 1월 13일  | 1922년 2월 9일   |
|      | 칠레            | 1955년 6월 14일       | 1955년 9월 16일  | 1970년 6월 5일   |
|      | 콜롬비아        | 1936년 12월 23일      | 1976년 6월 18일  | 1988년 3월 7일   |
|      | 코스타리카      | 1916년 11월 30일      | 1955년 9월 16일  | 1978년 6월 10일  |
|      | 도미니카 공화국 | 1912년 10월 31일      | 1983년 5월 8일   | 1997년 12월 24일 |
|      | 에콰도르        | 1914년 4월 27일       | 1957년 6월 5일   | 1991년 10월 9일  |
|      | 과테말라        | 1913년 3월 28일       | 1964년 10월 28일 | 1997년 1월 11일  |
|      | 아이티          | 1919년 11월 27일      | 1955년 9월 16일  | 1996년 1월 11일  |
|      | 온두라스        | 1914년 4월 27일       | —                | 1990년 1월 25일  |
|      | 멕시코          | 1964년 4월 24일       | 1957년 5월 12일  | 1967년 6월 11일  |
|      | 니카라과        | 1913년 12월 15일      | 1961년 8월 16일  | 2000년 8월 23일  |
|      | 파나마          | 1913년 11월 25일      | 1962년 10월 17일 | 1996년 6월 8일   |
|      | 파라과이        | 1917년 9월 20일       | 1962년 3월 11일  | 1992년 1월 2일   |
|      | 페루            | 1920년 4월 30일       | 1963년 10월 16일 | 1988년 8월 20일  |
|      | 미국            | 1911년 8월 1일        | 1955년 9월 16일  | 1989년 3월 1일   |
|      | 우루과이        | 1919년 5월 11일       | 1993년 4월 12일  | 1967년 7월 10일  |

출처: 미국 저작권 사무소, 유네스코, 세계 지식 재산권 기구